# Tomkowa
Tomkowa – wieś w Polsce położona w województwie dolnośląskim, w powiecie świdnickim, w gminie Jaworzyna Śląska.

## Podział administracyjny
W latach 1975–1998 miejscowość administracyjnie należała do województwa wałbrzyskiego.

## Nazwa
Tomkowa w języku niemieckim nosiła (do roku 1945) nazwę Tunkendorf.